# Hoàng Kế Viêm

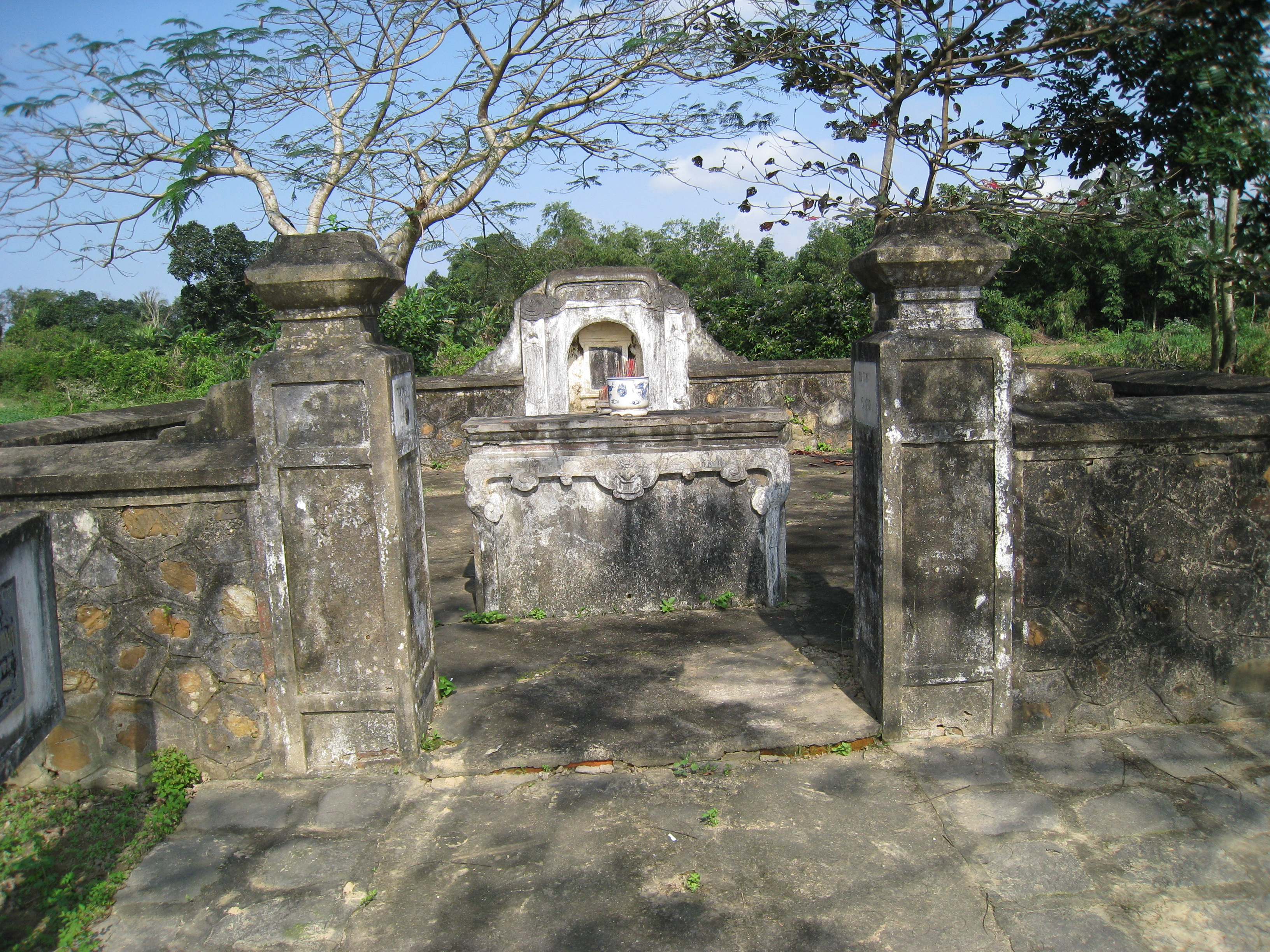
Mộ Hoàng Kế Viêm tại làng Văn La,huyện Quảng Ninh, Quảng Bình

Hoàng Kế Viêm (1820 - 1909) là phò mã và là một danh tướng nhà Nguyễn trong lịch sử Việt Nam.

## Tiểu sử
Hoàng Kế Viêm (黃繼炎) hoặc Hoàng Tá Viêm (黃佐炎), tự Nhật Trường, hiệu Tùng An, người làng Văn La, tổng Văn Đại, huyện Quảng Ninh, tỉnh Quảng Bình. Ông là con của Hoàng Kim Xán, Bố chính tỉnh Khánh Hòa. Sau khi Hoàng Kế Viêm thi đỗ cử nhân vào năm 1843 thời vua Thiệu Trị, ông được bổ Tư vụ, hàm Quang lộc tự khanh.
Ông kết duyên với con gái thứ năm của vua Minh Mạng là Hương La Công chúa Quang Tĩnh, nhưng chẳng bao lâu thì vợ mất.
Đời Thiệu Trị, năm 1846, ông làm Lang trung Bộ Lại. Đến thời Tự Đức (năm 1850), mẹ mất, ông đang ở quê chịu tang thì được chiếu triệu về kinh, sung chức Án sát tỉnh Ninh Bình (1852). Năm 1854, ông thăng Bố chính Thanh Hóa. Năm 1858, ông có dâng loại quế thượng hạng, bị vua Tự Đức khiển trách.
Sau làm Bố chính kiêm Tuần phủ Hưng Yên (1859), Tổng đốc An Tĩnh (1863). Suốt thời gian trên, ông có công trị an, mở mang kinh tế, thủy lợi...
Năm cuối thập niên 1860, dư đảng của Thái Bình Thiên quốc là Ngô Côn chạy tràn sang miền Bắc Việt Nam. Đầu tiên, họ xin hàng, sau đem quân đi cướp phá các tỉnh. Quan quân đánh mãi không được mà còn mất nhiều binh tướng, buộc triều đình nhà Nguyễn phải nhờ quân nhà Thanh phối hợp để tiễu trừ. Đến khi Ngô Côn bị giết, các dư đảng là: Hoàng Sùng Anh (hiệu Cờ vàng), Lưu Vĩnh Phúc (hiệu Cờ đen), Bàn văn Nhị-Lương văn Lợi (hiệu Cờ trắng); vẫn thường quấy nhiễu ở mạn Tuyên Quang, Thái Nguyên, làm quan quân nhà Nguyễn hết sức vất vả.
Đến khi đảng cướp người Tàu là Tô Tứ nổi lên, cướp thành Lạng Sơn, bắt giết Tổng thống quân vụ Bắc Kỳ là Đoàn Thọ, triều đình Huế bèn phái Hoàng kế Viêm ra làm Lạng-Bình-Ninh-Thái Thống đốc quân vụ đại thần (1870), để hiệp với lực lượng của Tán tương Tôn Thất Thuyết cùng lo việc đánh dẹp.
Qua tháng 4 năm sau (1871), Tự Đức lại sai quan Hình bộ thượng thư là Lê Tuấn làm chức Khâm sai thị sự đến hỗ trợ ông. Hoàng Kế Viêm vừa đánh vừa dụ hàng, thu phục được Lưu Vĩnh Phúc, đánh tan quân Cờ trắng và Cờ vàng. Hoàng Sùng Anh cũng bị quân Cờ đen truy lùng và giết chết khi trốn chạy. Nhờ công lao này, Hoàng Kế Viêm được phong Đại học sĩ lãnh Tổng thống Tam Tuyên, sung Tiết chế quân vụ miền Bắc.
Vì đất Bắc Kỳ luôn có loạn, năm Canh Thìn (1880) triều đình đặt ra Lạng Giang đạo và Đoan Hùng đạo, rồi sai hai viên Tĩnh biên phó sứ là Trương Quang Đản đóng ở Lạng Giang và Nguyễn Hữu Độ đóng ở Đoan Hùng. Phong cho Hoàng Kế Viêm là Tĩnh biên sứ, kiêm cả hai đạo.
Khi quân Pháp xâm chiếm Đại Nam, Hoàng Kế Viêm đứng về phe chủ chiến. Năm 1873, Đại úy hải quân Pháp Francis Garnier đem quân theo sông Hồng lên chiếm thành Hà Nội và sửa soạn đánh các tỉnh khác ở đồng bằng sông Hồng. Hoàng Kế Viêm liền được cử làm Tiết chế Bắc Kỳ quân vụ (chức vụ quân sự cao cấp nhất tại Bắc Kỳ) để đôn đốc các nơi lo việc chống ngăn. Ngày 21 tháng 11 âm lịch năm đó, Lưu Vĩnh Phúc cùng ông tổ chức mai phục và đã giết chết được Garnier tại Ô Cầu Giấy.
Năm 1883, đến lượt Đại tá hải quân Pháp Henri Rivière đánh và chiếm được thành Hà Nội, song cũng lại bị quân của Lưu Vĩnh Phúc giết chết tại Ô Cầu Giấy ngày 19 tháng 5 năm 1883.
Ông trước đây là người trong phái chủ chiến, nhưng sau này ngả dần sang chủ hoà. Khi Pháp đánh thành Hà Nội, ông được vua ban Tổng thống quân vụ Bắc kỳ, toàn quyền chỉ huy. Khi Hà nội bị vây hãm, ông đang cầm hơn 1 vạn quân tinh nhuệ nhất triều đình, đóng ngay tại Sơn Tây, vậy mà không ứng cứu — để mặc cho Hoàng Diệu cô độc trơ trọi chiến đấu một mình đến nỗi mất thành, thắt cổ tự vẫn. Năm sau (1883) Pháp lại tiến đánh Sơn Tây, ông đóng quân ở ngay đó (ở đền Và) mà vẫn án binh bất động. Ông không cho quân ứng cứu, bỏ mặc cho Tổng đốc Nguyễn Đình Nhuận đơn độc đánh nhau 3 ngày 3 đêm, tiêu diệt hơn 100 quân Pháp — trong đó có 1 đại úy và 5 sĩ quan — cùng với 350 lính khác bị thương. Tại trận Sơn Tây, riêng quân Cờ Đen thương vong hơn 1000 quân nên sau đó phải rút ra ngoài. Bốn tháng sau (12/4/1884) Pháp lại tiến đánh Hưng Hóa. Lúc này, ông cũng đóng quân tại Hưng Hóa (từ Hạ Bi Thanh Thủy đến Sông Bứa), cũng lại án binh bất động, rồi sau đó cho rút quân vào Đồn Vàng Thanh Sơn, rồi cuối cùng, hồi kinh để mất tiếp luôn thành Hưng Hoá về tay giặc Pháp... Sử triều Nguyễn chép: " Sơn Bắc quân thứ cùng các tỉnh Hưng, Tuyên, Thái lần này thất thủ thành trì, chiếu theo quân pháp đều là có tội: Hoàng Kế Viêm, đã được sung làm Đại tướng quân, hết thảy được ủy quyền, địa vị xiết bao long trọng. Vậy mà đương sự chẳng biết toan tính, làm hỏng cuộc to. Nay nên chiếu theo luật xử "Trảm giam hậu" để bầy tỏ phép nước. (Đại Nam thực lục chính biên, quyển IV – đệ ngũ kỷ).
Khi về kinh, ông phục vụ vua Đồng Khánh, một vị vua thân Pháp, đã phái ông đem quân đi vừa đánh dẹp, vừa dụ hàng các thủ lĩnh Cần Vương song bất thành. Đến cuối năm 1885, ông được Vua Đồng Khánh phong làm Thái tử Thiếu bảo, Cơ mật viên Đại thần. Chẳng bao lâu sau, ông xin về hưu trí, nhưng không được chấp thuận. Mãi đến đời vua Thành Thái, năm 1889, ông mới được nghỉ hưu, về quê sống đến khi mất (1909), thọ 89 tuổi.

## Tác phẩm
Hoàng Kế Viêm là tác giả của một số tác phẩm có giá trị về văn học, lịch sử:
- Phê thị trần hoàn: Ghi chép về đời Tự Đức.
- Tiên công sự tích biệt lục: Ghi lại thân thế và sự nghiệp của cha ông.
- Khổn y lục: Ghi lại tiểu sử công chúa Hương La, vợ ông.
- Bát tiên công gia huấn từ: Ghi lời dạy con cái theo di cảo của thân phụ ông.
- Chi chi thi thảo
- Vân vân văn tập
- An phủ trấp lược

## Nhận xét
Trong Bắc Kỳ tấu nghị gửi lên vua Tự Đức ngày 20 tháng 6 năm (1873), Phụ chính Nguyễn Văn Tường đã nhận xét về Hoàng Kế Viêm như sau:
"Hoàng Kế Viêm bản chất rất bao dung, vốn có tài lâm cơ đoán định, lay chuyển chẳng dời, được xem là một tay đảm đương vậy..." .
Nói về Ông Ích Khiêm, nhà văn Phan Khôi có nhắc lại câu:
"Nước Nam có bốn anh hùng;
Tường gian, Viêm láo, Khiêm khùng, Thuyết ngu!"
Bàn luận về đôi câu này PGS. TS. Đỗ Bang viết: Sau ngày kinh đô thất thủ, phe thân Pháp và tay sai nắm quyền, các vị này thất thế bị rơi vào thế đối lập chống lại triều đình.. .Danh dự của các ông bị bôi nhọ, xuyên tạc ngay tại Huế... bia miệng độc ác và nghịch lý nhất là khi đem sự nghiệp của các ông ra làm điều giễu cợt...
Tuy Hoàng Kế Viêm và Lưu Vĩnh Phúc đã từng gắn bó với nhau trong nhiều trận chiến, nhưng sự kết hợp của hai ông có đôi khi không được tốt, mà trận Pháp đánh thành Sơn Tây là một ví dụ. Sau trận này, GS. Trần Văn Giàu có lời phê rằng: 
Hoàng Tá Viêm đóng đại quân ở Vân Chủng, tiếng là để làm thế ỷ đốc cho Lưu Vĩnh Phúc, mà tới việc thì chẳng đánh chác gì cả và không tiếp viện cho Lưu. Khi Lưu lui quân về Hưng Hóa, Hoàng Tá Viêm cũng đưa quân về đóng ở Thục Luyện (Phú Thọ). Hoàng Tá Viêm lúc đầu trong phái chủ chiến, khi ông cầm quân với chức cao nhất Tổng thống quân vụ Bắc kỳ, vậy mà với hơn vạn quân tinh Nhuệ chủ lực của triều đình mà toàn né tránh đụng độ với Pháp. Để mất Hà Nội, Sơn Tây, Hưng Hoá, không hề đánh chác gì, hai trận thắng Cầu Giấy là công lớn của Cờ Đen. Ông về Kinh và sau được vua bán nước Đồng Khánh trọng dụng, được vào cơ mật viện đại thần, Thái tử thiếu bảo.... và được Đồng Khánh sai đi đánh dẹp các phong trào nổi dậy chống Pháp.

## Thơ tưởng niệm
Khi ông mất, nhà soạn tuồng Đào Tấn có bài thơ tưởng niệm như sau:
Tặng Tướng quân Hoàng Kế Viêm
Trong quân không rượu để khuyên sầu
Bến Cát đành cam phụ cặp bầu
Nam Bắc bao năm dong ruổi ngựa,
Quan hà muôn thuở tiễn đưa nhau
Gió hiu nâng gối tan buồn vặc
Trăng lụa xuyên rèm tỉnh mộng thu
Thức giấc, núi xưa người chẳng thấy
Trên sông sáng sớm bóng non cao.